# Ancora in fuga con papà
Ancora in fuga con papà (Fast Getaway II) è un film del 1994 diretto da Oley Sassone, seguito di Fast Getaway - In fuga con papà (1991).

## Trama
Dopo la morte di sua madre Lorraine, Sam ha deciso di costituirsi, mentre Nelson ha scelto la via dell'onestà, lavorando insieme all'affascinante Patrice come consulente per la prevenzione delle rapine. Nella vita dei Potter si intrecciano tuttavia nuovamente le vicende degli ex complici Lilly e Tony.

## Distribuzione
Negli Stati Uniti la pellicola è stata distribuita a partire dal 21 dicembre 1994.